# Карачунівське водосховище
Карачу́нівське водосхо́вище — водосховище в Україні, на річці Інгулець, біля Кривого Рогу.
Площа водосховища сягає понад 36 км².

## Загальні дані
Водосховище є основним джерелом водопостачання Кривого Рогу (очисна станція дозволяє очищувати до 200 тисяч кубометрів на добу), зрошення земель, промислового та побутового використання, ведення рибопромислу. Створене на місці виходу граніту та порогів Інгульця. Середня глибина — 5—6 м (до 12 м на старому річищі Інгульця). Корисний об'єм водосховища — 291.5 млн м³.
Є природною перлиною Кривого Рогу. Запаси води стримує потужна гребля, на берегах висаджені ліси. Вище за течією Інгульця розташоване Іскрівське водосховище.

## Гребля
Довжина греблі по пасму становить 205 м, найбільша висота — 24 м, ширина по пасму — 7,5 м. Вся споруда гідровузла Карачунівського водосховища відноситься до 1-го класу капітальності.

## Історія
В 1930 році (за іншими даними в 1932 році) у Кривому Розі в районі села Карачунівка закладено Карачунівське водосховище через будівництво Криворізького металургійного заводу (КМЗ, тепер — «АрселорМіттал Кривий Ріг»), потрібно було багато води.
Будівництво водосховища тривало в періоди з 1932 року по 1938 рік (перша черга), і з 1954 по 1958 рік (друга черга).
На березі водосховища були висаджені водозахисні лісонасадження, побудовані туристичні бази, піонерські табори і профілакторії. Лісонасадження навколо Карачунівського водосховища називаються Карачунівським лісовим масивом, площа якого становить 300 гектарів, використовується як зона відпочинку містян.
В 2004 році побудована горизонтальна дрена, що запобігає потраплянню засолених вод до Карачунівського водосховища, з якого подається питна вода до міста.

### Ракетний удар Російської Федерації

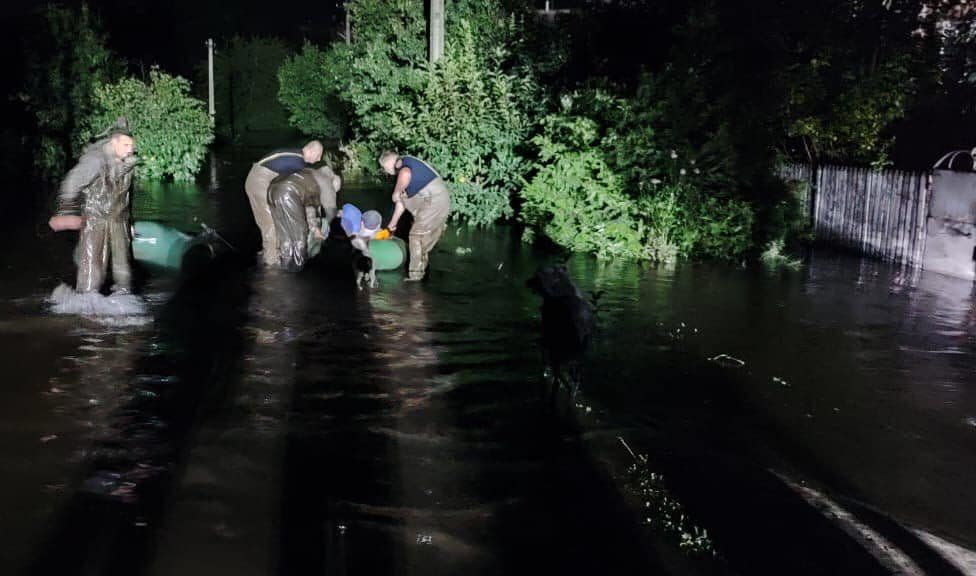
Внаслідок теракту було підтоплено більше 100 дачних будинків

14 вересня 2022 року близько 17-ї години російські військові вдарили по гідротехнічних спорудах ракетами «Кинджал» та «Іскандер», які влучили в гідротехнічні споруди на західних околицях Кривого Рогу. Внаслідок ракетного удару було пошкоджену греблю Карачунівського водосховища, почався витік води в Інгулець.
Для ліквідації прориву шлюзів, міські промислові підприємства надали понад 50 великих самоскидів з бутом, суглинком і щебнем. Використання такої суміші  забарвило річку у червоний колір.

## Список населених затоплених пунктів
У зону затоплення водами Карачунівського водосховища потрапили такі населені пункти, села (в дужках дані ранні назви)
- Мусіївка;
- Карачунівка (Богданівка, спадкоємців Степанових (в 1856 році 13 дворів), Бутівське);
- Андріївка (Настасіївка);
- Хрущовка;
- Богоблагодатне (Попівка, Усівка);
- Володимирівка;
- Данилівка, жителі в 1939 році заснували і переселилися до села Кіровка(зараз Данилівка);
- Ганнівка (Соломинка).

## Цікаві факти
На правому березі водосховища розташований курган Ляхова Могила.